# FalleN
Gabriel Toledo de Alcântara Sguario (Itararé, 30 de maio de 1991), mais conhecido como FalleN, é um empresário e jogador profissional de Counter-Strike brasileiro. Atualmente joga pela FURIA. Em 2015 ele foi nomeado como a pessoa mais influente do esporte eletrônico brasileiro.
De acordo com diversos portais de notícias, FalleN é o profissional de esporte eletrônico brasileiro que mais lucrou em premiações. Estima-se que o valor total ganho por FalleN em premiações seja de 1,151 milhão de dólares, sendo 99% das premiações provenientes de campeonatos de Counter-Strike: Global Offensive e o restante de outros jogos, como Counter-Strike e CrossFire.
Ele também é conhecido por fundar uma plataforma de e-learning de jogos eletrônicos, a Games Academy, que mais tarde se fundiu à Gamers Club. Também possui uma linha de dispositivos periféricos chamada Fallen Gear, vendidos em sua própria loja e-commerce, a Fallen Store.

## Infância e juventude
Gabriel Toledo nasceu em Itararé, São Paulo e foi criado em Itapetininga. Seus pais eram donos de uma loja de informática na região, o que fez crescer nele um interesse em jogos eletrônicos. Em meados de 2003, por meio de seu irmão, teve seu primeiro contato com o jogo que mais tarde iria se profissionalizar, o Counter-Strike.
Desde então, começou a treinar todos os dias e encaixou o Counter-Strike na sua rotina diária, dividindo seu tempo entre jogar futebol no clube da cidade, se dedicar à escola e ajudar sua mãe no trabalho, formatando computadores na loja de seus pais.
Seu pseudônimo originou-se da carta "Fallen Angel" do jogo de cartas colecionáveis Magic: the Gathering.

## Carreira

### Início em vários times e jogos
FalleN começou a jogar Counter-Strike no time Soldiers of Fire, em que ele desenvolveu seu gosto pela competitividade, e começou sua carreira competitiva participando de campeonatos locais. Durante 2005 a 2008, FalleN disputou torneios de Counter-Strike e Counter-Strike: Source passando por diversos times, algo que era muito comum em uma época onde o cenário competitivo brasileiro era muito amador. Com quatorze anos, ele se juntou à equipe da Crashers durante as eliminatórias para o World Cyber Games (WCG) 2007, e começou a viajar para campeonatos presenciais.
Em 2009, junto com o time FireGamers, conquistou a classificação para diversas edições do WCG e Electronic Sports World Cup (ESWC), dois dos principais torneios de CS 1.6 na época. Com a chegada na FireGamers, FalleN começou sua rotina profissional regrada, treinando todos os dias durante cinco meses. Em 2010, venceu o WCG Brasil e o WCG Pan-Americano no mesmo dia, onde foi destaque nas duas competições.
Quando se classificaram para o torneio mundial do WCG de 2010, o elenco da FireGamers foi contratado pela organização norte-americana compLexity Gaming, no qual terminaram em quarto lugar. Em fevereiro de 2011, FalleN voltou a competir em Counter-Strike: Source em uma parceria da compLexity com a organização brasileira TargeTDown/Team TD. Em setembro de 2011, FalleN voltou para o Counter-Strike original ao se juntar ao time da Mandic, gerenciado por Alexandre "gAuLeS" Borba, no qual venceu o WCG Brasil de 2011. FalleN ainda disputou torneios de CS 1.6 pelas equipes semXorah e playArt.
Perdendo cada vez mais popularidade, o Counter-Strike começa a ter cada vez menos torneios importantes. Procurando alternativas, FalleN chegou a competir em vários jogos ao mesmo tempo, incluindo o Counter-Strike: Global Offensive (CS:GO). Junto com a playArt, montou um time de Assault Fire, onde jogou seu único campeonato, a WCG Brasil de 2013, em outubro. Ele ainda jogaria CrossFire pela paiN Gaming, onde viajou para disputar um torneio na China, e pela KaBuM! eSports, onde venceu a BGL Arena de 2014.

### Financiamento da comunidade e primeira ida ao Major
Com o cenário de Counter-Strike: Global Offensive (CS:GO) começando a se expandir, FalleN disputa diversos torneios pelos times da ProGaming.TD e da KaBuM! eSports, que mais tarde se uniram para formar a KaBuM.TD. Com a junção das duas equipes, eles puderam participar de mais torneios fora do país, ganhando notoriedade internacional ao derrotar a Cloud9 no MLG X Games Aspen Invitational em 2015. Com a boa atuação nesse torneio, a ESL convidou o time para disputar as seletivas na Polônia para o torneio Major do ESL One Katowice 2015. Como a organização não havia mais como pagar os custos da viagem, a comunidade de Counter-Strike ajudou com doações até que eles chegassem a R$ 25 mil para irem disputar o torneio. Lá, FalleN e seu time conseguiram a classificação para o campeonato e, logo após, seriam contratados pela organização Keyd Stars, mantendo a vaga conquistada. Essa seria a primeira vez que um elenco brasileiro disputaria um Campeonato Major de Counter-Strike: Global Offensive. No ESL One Katowice 2015, a equipe da Keyd Stars conseguiu fazer uma boa performance, chegando até as quartas de final. Esse resultado deu aos jogadores uma vaga direta para disputar o próximo Major, o ESL One Cologne 2015.

### Luminosity Gaming

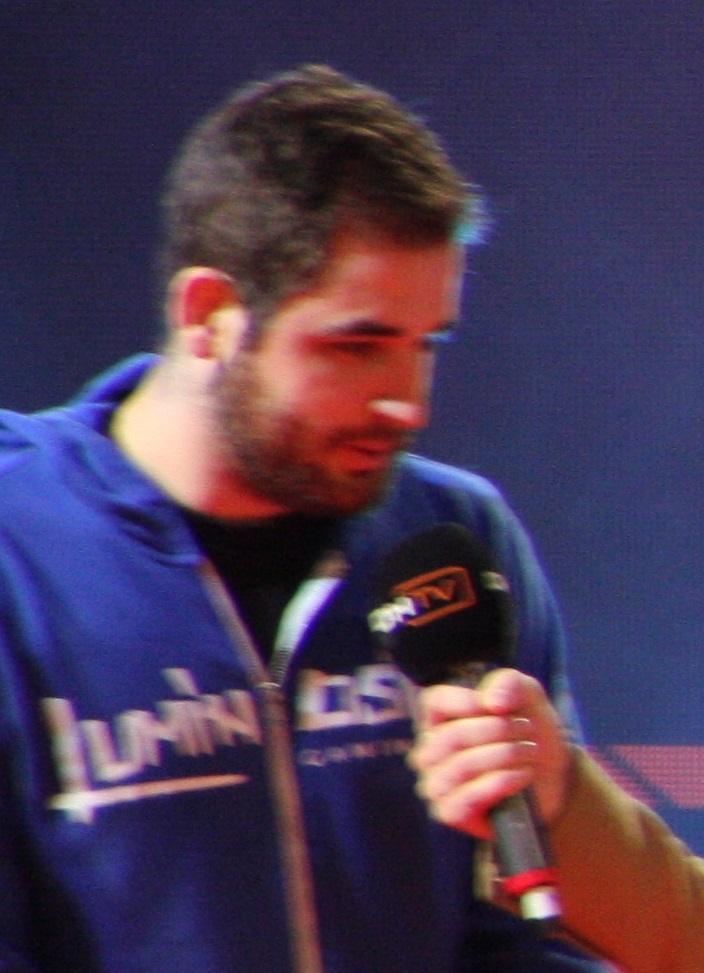
FalleN sendo entrevistado atuando pela Luminosity Gaming

Em julho de 2015, duas semanas após sair da Keyd Stars, FalleN assinou um contrato com a organização canadense Luminosity Gaming. Novamente, no ESL One Cologne 2015, chegou até as quartas de final de um Campeonato Major, perdendo para a eventual campeã do torneio Fnatic. Com essa colocação, se classificaram para o próximo torneio Major, o DreamHack Open Cluj-Napoca 2015. Em Cluj-Napoca, pela terceira vez consecutiva, FalleN terminaria até as quartas de final, dessa vez caindo para a vice-campeã do torneio, a Natus Vincere.
Com a vaga garantida no MLG Major Columbus 2016, ele e sua equipe terminaram a fase de grupos invictos e enfrentaram a Virtus.pro nas quartas de final, derrotando-os por 2 a 1. Nas semifinais, venceu a Team Liquid sem perder nenhum mapa. Na final do torneio, em uma revanche contra a Natus Vincere por 2 a 0, venceu seu primeiro Campeonato Major e faturou US$ 500.000. Ele ainda venceria, pela Luminosity, a 3ª temporada da ESL Pro League em cima da G2 Esports.

### SK Gaming
Fallen e outros quatro companheiros de equipe do Luminosity Gaming estiveram envolvidos em uma disputa contratual entre a SK Gaming e a Luminosity. Eventualmente a disputa se resolveu e os jogadores se transferiram para SK Gaming. Na SK Gaming FalleN venceu 12 torneios sendo maior deles o ESL One: Cologne 2016.

### MIBR
Em Junho de 2018 FalleN e seus companheiros de equipe não renovaram seus contratos com a SK Gaming e se transferiram para a lendária organização MIBR.
No dia 13 de Setembro de 2020, FalleN pediu para ser movido ao banco do MIBR, decisão foi tomada pelo jogador algumas horas depois da saída de Fer, TACO e Dead. FalleN falou abertamente que ficou "insatisfeito com a decisão que foi tomada"

### Team Liquid
Em 9 de janeiro de 2021, foi anunciado que FalleN havia assinado contrato com o Team Liquid, substituindo Russel "⁠Twistzz⁠" Van Dulken. Em 13 de janeiro de 2022, foi anunciado que FalleN desligou-se do Team Liquid.

### Imperial e o "The Last Dance"
Após sua saída da Team Liquid, FalleN oficializou a fundação do projeto Last Dance em 14 de janeiro de 2022. A equipe brasileira visa, nas palavras do jogador, resgatar o calor da torcida do país. O nome é uma clara referência ao documentário "The Last Dance", que apresentou Michael Jordan na última temporada pelo Chicago Bulls na NBA, liga de basquete norte-americana.
A escalação conta com Gabriel "FalleN" Toledo, Fernando "fer" Alvarenga, Lincoln "fnx" Lau, Ricardo "Boltz" Prass, Vinicius "VINI" Figueiredo e Luis "peacemaker" Tadeu (treinador).
Em 18 de fevereiro de 2022, foi anunciado que a Imperial Esports contratou a equipe do projeto Last Dance.

### Saída da Imperial e contratação milionária da FURIA
A Imperial anunciou a saída de Fallen do time em 2 de julho de 2023, algumas semanas após vazamentos sobre a contratação do mesmo e de outro jogador da Imperial, Chelo, pela FURIA.  A FURIA anunciou oficialmente a contratação de Fallen no dia seguinte.   Segundo apuração do GE, a contratação de Fallen foi acordada por US$ 700 mil, equivalente a cerca de R$ 3,5 milhões. A multa contratual do jogador para sair da Imperial seria de aproximadamente US$ 750 mil, ou R$ 3,75 milhões. 

## Repercussão
Apesar de vencer sua fase de grupos na Eleague Season 1 sendo um dos favoritos para vitória, a equipe SK Gaming foi por fim removida do campeonato, junto com a ex-equipe SK Gaming. Os jogadores e equipes tinham violado uma das regras de transferência da liga, e vários outros proprietários da equipe também assinaram uma petição para remover os jogadores.
É apontado por várias organizações como uma das principais personalidades que motivam o crescimento do cenário de e-sports no Brasil.
É um dos mais conhecidos jogadores de Counter Strike: Global Offensive atualmente, sendo eleito pela revista Forbes como uma das personalidades mais influentes dos games, em uma lista chamada de “30 Under 30: Games”, que elege as 30 pessoas mais importantes dos games com menos de 30 anos. A lista foi eleita por grandes nomes da indústria, como Brandon Beck, o CEO da Riot Games, Jade Raymond, da Motive Studios, e Bonnie Ross, da 343 Industries.

## Competições
FalleN venceu os seguintes torneios:
| Colocação | Data       | Torneio                                       | Time       | Resultado | Premiação | Ref.          |
| --------- | ---------- | --------------------------------------------- | ---------- | --------- | --------- | ------------- |
| 1°        | 03/12/2023 | Elisa Masters espoo                           | FURIA      | 3 : 1     | $100.000  |               |
| 1°        | 15/10/2023 | BGS (Brasil Game Show) 2023                   | FURIA      | 2 : 0     | $30.000   |               |
| 1º        | 26/08/2018 | ZOTAC Cup Masters 2018                        | MIBR       | 3 : 0     | $200,000  | [ 58 ] [ 59 ] |
| 1º        | 10/06/2018 | Moche XL Esports                              | SK Gaming  | 2 : 0     | $25,000   | [ 60 ] [ 61 ] |
| 1º        | 24/05/2018 | Adrenaline Cyber League 2018                  | SK Gaming  | 3 : 1     | $65,000   | [ 62 ] [ 63 ] |
| 1º        | 10/12/2017 | ESL Pro League Season 6 - Finals              | SK Gaming  | 3 : 1     | $225,000  | [ 64 ] [ 65 ] |
| 1º        | 25/11/2017 | Blast Pro Series Copenhagen 2017              | SK Gaming  | 2 : 1     | $125,000  | [ 66 ] [ 67 ] |
| 1º        | 29/10/2017 | EPICENTER 2017                                | SK Gaming  | 3 : 2     | $250,000  | [ 68 ]        |
| 1º        | 09/07/2017 | ESL One: Cologne 2017                         | SK Gaming  | 3 : 0     | $100,000  | [ 69 ]        |
| 1º        | 25/06/2017 | Esports Championship Series Season 3 - Finals | SK Gaming  | 2 : 1     | $250,000  | [ 70 ]        |
| 1º        | 19/06/2017 | DreamHack Summer 2017                         | SK Gaming  | 2 : 1     | $50,000   | [ 71 ]        |
| 1º        | 07/05/2017 | Intel Extreme Masters XII - Sydney            | SK Gaming  | 3 : 1     | $100,000  | [ 72 ]        |
| 1º        | 23/04/2017 | cs_summit                                     | SK Gaming  | 3 : 1     | $63,750   | [ 73 ]        |
| 1º        | 10/07/2016 | ESL One: Cologne 2016                         | SK Gaming  | 2 : 0     | $500,000  | [ 74 ]        |
| 1º        | 15/05/2016 | ESL Pro League Season 3 - Finals              | Luminosity | 3 : 2     | $200,000  |               |
| 1º        | 08/05/2016 | DreamHack Austin 2016                         | Luminosity | 2 : 0     | $50,000   |               |
| 1º        | 03/04/2016 | MLG Major Championship: Columbus              | Luminosity | 2 : 0     | $500,000  | [ 75 ]        |
| 1º        | 10/01/2016 | MAX5 Invitational                             | Luminosity | 3 : 0     | $3,973.97 |               |

- Negrito indica um CS:GO Major, que são campeonatos organizados pela Valve.
- Valores referentes ao total ganho pela organização que FalleN representava na época do campeonato.

### Prêmios individuais
- MVP da DreamHack Austin 2016[76]
- MVP da ESL One Cologne 2017[77]
- MVP da BLAST Pro Series Copenhagen 2017[78]
- MVP da ZOTAC Cup Masters 2018 Grand Finals[79]